# العلاقات السودانية الأيرلندية
العلاقات السودانية الأيرلندية هي العلاقات الثنائية التي تجمع بين السودان وجمهورية أيرلندا.

## مقارنة بين البلدين
هذه مقارنة عامة ومرجعية للدولتين:
| وجه المقارنة                                              | السودان                     | جمهورية أيرلندا                                       |
| --------------------------------------------------------- | --------------------------- | ----------------------------------------------------- |
| المساحة (كم2)                                             | 1.89 مليون                  | 70.27 ألف                                             |
| عدد السكان (نسمة)                                         | 40.53 مليون                 | 4.76 مليون                                            |
| الكثافة السكانية (ن./كم²)                                 | 21.44                       | 67.74                                                 |
| العاصمة                                                   | الخرطوم                     | دبلن                                                  |
| اللغة الرسمية                                             | اللغة العربية، لغة إنجليزية | اللغة الأيرلندية، لغة إنجليزية، الإنجليزية الأيرلندية |
| العملة                                                    | جنيه سوداني                 | جنيه أيرلندي، يورو، عملات اليورو الأيرلندية           |
| الناتج المحلي الإجمالي (بليون دولار)                      | 117.49 مليار                | 333.73 مليار                                          |
| الناتج المحلي الإجمالي (تعادل القوة الشرائية) بليون دولار | 176.55 مليار                | 318.16 مليار                                          |
| الناتج المحلي الإجمالي الاسمي للفرد دولار أمريكي          | 2.41 ألف                    | 61.13 ألف                                             |
| الناتج المحلي الإجمالي للفرد دولار أمريكي                 | 4.07 ألف                    |                                                       |
| مؤشر التنمية البشرية                                      | 0.479                       | 0.916                                                 |
| رمز المكالمات الدولي                                      | +249                        | +353                                                  |
| رمز الإنترنت                                              | سودان                       | .ie                                                   |
| المنطقة الزمنية                                           | ت ع م+03:00، ت ع م+02:00    | 00، ت ع م+01:00، أوروبا/دبلن ‏                         |

## منظمات دولية مشتركة
يشترك البلدان في عضوية مجموعة من المنظمات الدولية، منها:
| علم المنظمة | اسم المنظمة                               | تاريخ انضمام السودان | تاريخ انضمام جمهورية أيرلندا |
| ----------- | ----------------------------------------- | -------------------- | ---------------------------- |
|             | الاتحاد البريدي العالمي                   | ?                    | ?                            |
|             | يونسكو                                    | 26 نوفمبر 1956       | 3 أكتوبر 1961                |
|             | البنك الدولي للإنشاء والتعمير             | 5 سبتمبر 1957        | 8 أغسطس 1957                 |
|             | وكالة ضمان الاستثمار متعدد الأطراف        | 7 نوفمبر 1991        | 27 أكتوبر 1989               |
|             | الاتحاد الدولي للاتصالات                  | 23 أكتوبر 1957       | 8 ديسمبر 1923                |
|             | منظمة الشرطة الجنائية الدولية             | ?                    | ?                            |
|             | مؤسسة التمويل الدولية                     | 21 أكتوبر 1960       | 11 سبتمبر 1958               |
|             | الأمم المتحدة                             | 12 نوفمبر 1956       | 14 ديسمبر 1955               |
|             | مؤسسة التنمية الدولية                     | 24 سبتمبر 1960       | 22 ديسمبر 1960               |
|             | الفريق المعني برصد الأرض                  | ?                    | ?                            |
|             | منظمة حظر الأسلحة الكيميائية              | ?                    | ?                            |
|             | المركز الدولي لتسوية المنازعات الاستشارية | 9 مايو 1973          | 7 مايو 1981                  |

## وصلات خارجية
- موقع وزارة الخارجية السودانية